# Arte Povera
Der Begriff Arte Povera (ital. arme Kunst) wurde am 27. September 1967 von dem Kunstkritiker und Kurator Germano Celant geprägt, nachdem er in seiner Heimatstadt Genua eine Ausstellung mit Arbeiten von sechs italienischen Künstlern – Alighiero Boetti, Luciano Fabro, Jannis Kounellis, Pino Pascali, Giulio Paolini und Emilio Prini – mit dem Titel Arte povera e IM spazio (deutsch: ‚Arme Kunst und Raumbild‘) gezeigt hatte.
Arte Povera steht für eine Bewegung von bildenden Künstlern aus Rom und Norditalien aus der zweiten Hälfte der 1960er und der 1970er Jahre. Die Werke der Arte Povera sind typischerweise räumliche Installationen aus „armen“, d. h. gewöhnlichen und alltäglichen Materialien (Erde, Glassplitter, Holz, Bindfaden u. Ä.). Eine der ersten Spielstätten war der 1969 in München von Alfred Gulden und Freunden gegründete „Aktionsraum 1“, eine Halle, in der Aktions- und Konzept-Kunst sowie Arte Povera gezeigt wurden.
Die bedeutendste Sammlung von Künstlern der Arte Povera außerhalb Italiens befindet sich heute im Kunstmuseum Liechtenstein.

## Weitere Vertreter
- Giovanni Anselmo
- Josef Bücheler
- Pier Paolo Calzolari
- Gino De Dominicis
- Luciano Fabro
- Alfred Gulden
- Eva Hesse
- Thomas Kovachevich
- Jannis Kounellis
- Mario Merz
- Marisa Merz
- Anna Oppermann
- Pino Pascali
- Giuseppe Penone
- Vettor Pisani
- Michelangelo Pistoletto
- Fabrizio Plessi
- Salvo (Salvatore Mangione)
- Josef Überall
- Gilberto Zorio